# Disney Zombik: Addison szörnyrejtélye
A Disney Zombik: Addison szörnyrejtélye (eredeti cím: Addison's Moonstone Mystery, a második évadban Addison's Monster Mystery) 2020 és 2021 között vetített amerikai 2D-s számítógépes animációs fantasysorozat, amelyet Paul Hoen rendezett.
Amerikai Egyesült Államokban 2020. október 16-án, míg Magyarországon 2022. október 11-én a Disney Channel mutatta be.

## Cselekmény
Seabrook az a hely, ahol zombik, vérfarkasok és emberek boldogan élnek együtt. Az seabrooki iskola új lánya, Vanna, akivel Addison azonnal összebarátkozik, attól fél, hogy megtudják, hogy nem az, akinek látszik.

## Szereplők
| Szereplők        | Eredeti hang    | Magyar hang        |
| ---------------- | --------------- | ------------------ |
| Addison Wells    | Meg Donnelly    | Csifó Dorina       |
| Zed Necrodopolis | Milo Manheim    | Czető Roland       |
| Eliza Zambi      | Kylee Russell   | Pekár Adrienn      |
| Willa Lykensen   | Chandler Kinney | Bogdányi Titanilla |
| Wyatt Lykensen   | Pearce Joza     | Szatory Dávid      |
| Wynter Barkowitz | Ariel Martin    | Staub Viktória     |
| Vanna            | Vanessa Giselle | N/A                |

## Évados áttekintés
| Évad | Évad | Epizód | Angol sugárzás    | Angol sugárzás    | Magyar sugárzás   | Magyar sugárzás   |
| Évad | Évad | Epizód | Évadpremier       | Évadfinálé        | Évadpremier       | Évadfinálé        |
| ---- | ---- | ------ | ----------------- | ----------------- | ----------------- | ----------------- |
|      | 1    | 8      | 2020. október 16. | 2020. december 4. | N/A               | N/A               |
|      | 2    | 6      | 2021. október 1.  | 2021. október 29. | 2022. október 11. | 2022. október 30. |

## Epizódok

### 1. évad (2020)
| #  | #  | Eredeti cím              | Magyar cím | Eredeti premier    | Magyar premier |
| -- | -- | ------------------------ | ---------- | ------------------ | -------------- |
| 1. | 1. | New Kid in Town          |            | 2020. október 16.  |                |
| 2. | 2. | Vanna’s Empty Reflection |            | 2020. október 23.  |                |
| 3. | 3. | You Do You               |            | 2020. október 30.  |                |
| 4. | 4. | Legends of Seabrook      |            | 2020. november 6.  |                |
| 5. | 5. | Zed’s Under Her Spell    |            | 2020. november 13. |                |
| 6. | 6. | Secret Cave              |            | 2020. november 20. |                |
| 7. | 7. | Vampires Rise            |            | 2020. november 27. |                |
| 8. | 8. | Feelin’ the Power        |            | 2020. december 4.  |                |

### 2. évad (2021)
| #   | #  | Eredeti cím      | Magyar cím         | Eredeti premier   | Magyar premier    |
| --- | -- | ---------------- | ------------------ | ----------------- | ----------------- |
| 9.  | 1. | Happy Fall Ball  | Boldog bálozás     | 2021. október 1.  | 2022. október 30. |
| 10. | 2. | It's Alive!      | Életre kelt!       | 2021. október 2.  | 2022. október 11. |
| 11. | 3. | Monstrous News   |                    | 2021. október 8.  | 2022. október 20. |
| 12. | 4. | Vampire... Again |                    | 2021. október 15. | 2022. október 26. |
| 13. | 5. | Spooky Stones    | Lidérces kövek     | 2021. október 22. | 2022. október 27. |
| 14. | 6. | Perfect Harmony  | Tökéletes harmónia | 2021. október 29. | 2022. október 29. |